# Brajići, Gornji Milanovac
Brajići (izvirno srbsko Брајићи) je naselje v Srbiji, ki upravno spada pod Občino Gornji Milanovac; slednja pa je del Moraviškega upravnega okraja.

## Demografija
V naselju, katerega izvirno (srbsko-cirilično) ime je Брајићи, živi 60 polnoletnih prebivalcev, pri čemer je njihova povprečna starost 55,9 let (53,6 pri moških in 58,3 pri ženskah). Naselje ima 30 gospodinjstev, pri čemer je povprečno število članov na gospodinjstvo 2,17.
To naselje je popolnoma srbsko (glede na rezultate popisa iz leta 2002).
|  |

| Demografija | Demografija     | Demografija     |
| Leto        | Št. prebivalcev | Št. prebivalcev |
| ----------- | --------------- | --------------- |
|             |                 |                 |
|             |                 |                 |
|             |                 |                 |
|             |                 |                 |
| 1948        | 287             |                 |
| 1953        | 262             |                 |
| 1961        | 264             |                 |
| 1971        | 202             |                 |
| 1981        | 154             |                 |
| 1991        | 100             | 100             |
| 2002        | 65              | 65              |
|             |                 |                 |

| Etnična sestava po popisu iz leta 2002 | Etnična sestava po popisu iz leta 2002 | Etnična sestava po popisu iz leta 2002 | Etnična sestava po popisu iz leta 2002 | Etnična sestava po popisu iz leta 2002 |
| -------------------------------------- | -------------------------------------- | -------------------------------------- | -------------------------------------- | -------------------------------------- |
| Srbi                                   | Srbi                                   |                                        | 65                                     | 100,0%                                 |
| Neznano                                | Neznano                                |                                        | 0                                      | 0,0%                                   |